# Sándor Kálmán (újságíró)
Csikszentmihályi Sándor Kálmán (Marosvásárhely, 1854. február 3. – Marosvásárhely, 1910. április 6.) birtokos, táblabíró, újságíró, lapszerkesztő.

## Élete
Székely szülők gyermeke. 1876-ban Marosvásárhelyt a magyar nemzeti állandó színház emelését indítványozta és több táncvigalmat rendezett e színház alapjára; ezért és a magyar színészet emelése körül kifejtett buzgóságáért Sztupa Andor színtársulata 1882. szeptember 28-án dísztagjának választotta. Deák Ferenc temetésén 1876 februárjában mint az egyetemi kör küldötte koszorút tett a «haza bölcse» ravatalára. A marosvásárhelyi jótékony nő-egylet és székely árvaleányház estélyein felolvasásokat tartott és e felolvasásokat külön füzetekben jótékony célokra kiadta, melyek 3-4 kiadást is értek. 1877-79-ben Marosvásárhelyt királyi táblai tiszteletbeli fogalmazó volt. 1882-ben Csík megyében a könyvnyomdát és a Székelyföld c. hírlapot kezdeményezte és a csíkszentmihályi község iskolájának kiosztás végett több ízben történelmi magyar munkákat ajándékozott. 1883. május 15-én a gróf Zichy Jenő tiszteletére és a bukovinai székelyek fogadtatásánál rendezett fáklyásmenetnél beszédet tartott. A marosvásárhelyi báró Kemény Zsigmond-társaságnak tagja és az erdélyi római katolikus irodalmi egylet tagja volt. A marosvásárhelyi casinónak, székely-egyletnek, korcsolya-egyletnek titkára és több társadalmi és jótékony-célú egyletnek választmányi tagja.
Arcképe: kőnyomat a Hölgyek Lapja munkatársai 1880. c. műlapon.

## Írásai
Cikkei a Hazánk és Külföldben (1870. 39. sz. Egy újévi reggel); az Ország-Világban (1871. 15. sz. A husvéti Neptunus); a Magyarország és a Nagyvilágban (1872. A mezőségi oláhok élete); a Fővárosi Lapokban (1872. 195. sz. A mehádiai fürdőből, 1880. 166. Radegundból, 1881. 177. A torturák fürdőjéből); a Hermanstädter Zeitungban (1873. 257. sz. A székely nép élete; ném. ford.); a Vasárnapi Ujságban (1874. 22., 23. sz. Az erdélyi román népmondák); a Pesti Naplóban (1875. 116. sz. A hazafias szellemben való nevelés érdekében, 1883. 212. sz. A fenyvesek hazájából: Borszék); a Keletben (1876. 32. sz. beszéde); a Hölgyek Lapjában (1880. 26. sz. A radegundi fürdői csendélet); a Magyar Polgárban (1880. 227. és 1881. 161. sz. A radegundi fürdőből); a Honban (1881. 214. sz. A radegundi fürdőből) stb.

## Munkái
- A nőkről a nőknek. Marosvásárhely, 1877. (2. kiadás 1878., 3. kiadás 1879., 4. kiadás 1880., 5. kiadás Előszóval és függelékkel 1903. Marosvásárhely.)
- A tiszteletbeli államhivatalnok. Marosvásárhely, 1879. (Ism. Maros-Vidék 1879. 6., 7. sz. mind a két munkáról.)
- Hulló levelek. Bpest, 1905. (Ism. Vasárnapi Ujság 27. sz.)

## Álnevei és jegyei
Argus, Székelyfy, Szentmihályi, Székely góbé, *** és =. (Nemzet, Pesti Napló, Budapesti Hirlap, Pesti Hirlap, Kelet, mint belmunkatárs, M. Polgár, Erdélyi Hiradó, Erdélyi Értesítő, Maros-Vidék, mint helyettes-szerkesztő, Székely Nemzet, Székelyföld, Hölgyek Lapja és Családi Kör cz. lapokban).